# Extratereștri în ficțiune
Un extraterestru sau un străin este orice formă de viață extraterestră; o formă de viață care nu a luat naștere pe Pământ. Cuvântul extraterestru înseamnă „din afara Pământului”. Prima utilizare publicată a cuvântului extraterestru ca substantiv a avut loc în 1956, în timpul Epocii de Aur a științifico-fantasticului.
Extratereștrii sunt o temă comună în științifico-fantasticul modern și au apărut, de asemenea, în lucrări mult mai vechi, cum ar fi parodia din secolul al II-lea Istoria adevărată a lui Lucian din Samosata.
Savantul american Gary Westfahl⁠(d) a scris:
„Extratereștrii din science fiction sunt atât metafore, cât și posibilități reale. Se poate sonda natura umanității față de extratereștri care, prin contrast, ilustrează și comentează natura umană. Totuși, așa cum demonstrează credința larg răspândită despre vizite extraterestre (vezi OZN-urile) și eforturile de a detecta semnale radio extraterestre, oamenii tânjesc, de asemenea, după companie într-un univers vast și rece și extratereștrii pot reprezenta imagini pline de speranță, compensatorii ale prietenilor ciudați pe care nu i-am putut găsi. Astfel, extratereștrii vor rămâne probabil o temă centrală în științifico-fantastic până când îi vom întâlni efectiv.”

## Istorie

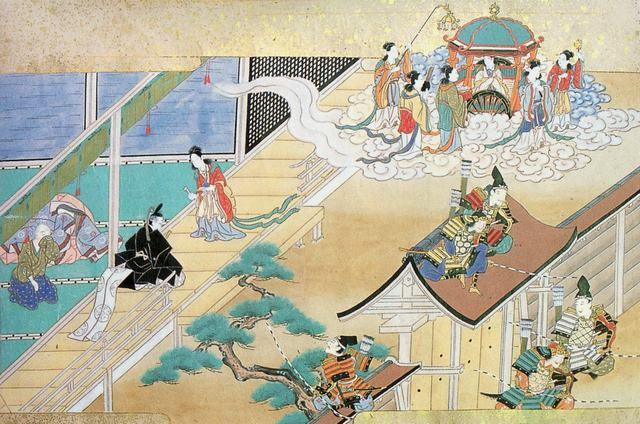
Kaguya-hime se întoarce pe Lună în Povestea tăietorului de bambus (c. 1650).

### Perioada pre-modernă
Pluralismul cosmic, presupunerea că există multe lumi locuite dincolo de sfera umană precede modernitatea și dezvoltarea modelului heliocentric și este comună în mitologiile din întreaga lume. Scriitorul de satire din secolul al II-lea, Lucian, în Istoria adevărată susține că a vizitat Luna când nava sa a fost trimisă în sus de o fântână, care era populată și în război cu oamenii Soarelui pentru colonizarea Stelei Dimineții. Alte lumi sunt descrise în lucrări timpurii precum narațiunea japoneză din secolul al X-lea, Povestea tăietorului de bambus și în povestea arabă medievală Aventurile lui Bulukiya (din O mie și una de nopți).

### Perioada modernă timpurie
Asumarea vieții extraterestre în sens restrâns (spre deosebire de pluralismul cosmic generic) devine posibilă odată cu dezvoltarea înțelegerii heliocentrice a Sistemului Solar și, mai târziu, a înțelegerii spațiului interstelar, în perioada modernă timpurie, iar subiectul a fost popular în literatura secolelor al XVII-lea și al XVIII-lea.
În romanul Somnium al lui Johannes Kepler, publicat în 1634, personajul Duracotus este transportat pe Lună de demoni. Chiar dacă o mare parte a poveștii este fantezie, faptele științifice despre Lună și despre modul în care mediul lunar și-a modelat locuitorii non-umani reprezintă science fiction.
Poetul didactic Henry More a preluat tema clasică a pluralismului cosmic a grecului Democrit în „Democritus Platonissans, sau un eseu despre infinitul lumilor” (1647). Cu noul punct de vedere relativ care spune că „Soarele lumii noastre / Devine o stea în altă parte”, More a făcut saltul speculativ către planetele extrasolare,
sferele înfrigurate care le înfruntă;
Care dintre ele sunt destul de moarte și sterile,
Dar prin căldura trezită a zilelor amabile,
Și nopțile dulci perfecte, la momentul potrivit, se ridică
Forme și viață de mult timp ascunse, spre lauda marelui lor Creator.
Posibilitatea vieții extraterestre a fost un subiect obișnuit al discursului educat din secolul al XVII-lea, deși în Paradisul pierdut (1667) John Milton a folosit cu prudență condiționalul atunci când îngerul îi sugerează lui Adam posibilitatea vieții pe Lună.
„Conversații despre pluralitatea lumilor” de Fontanelle, cu excursiile sale similare asupra posibilității vieții extraterestre, extinde mai degrabă decât să nege sfera creatoare a unui Creator, a fost tradusă în limba engleză în 1686. În „The Excursion” (1728), David Mallet a exclamat: „Zece mii de lumi ard; fiecare cu trenul său / De lumi populate”. În 1752, Voltaire a publicat novela Micromégas, care spune povestea unui uriaș care vizitează pământul pentru a transmite cunoștințe. Washington Irving, în romanul său, O istorie a New York-ului. De la începutul lumii până la sfârșitul dinastiei olandeze, a vorbit despre Pământul vizitat de cei de pe Lună.
Camille Flammarion (1842-1925), care a trăit într-o perioadă în care știința biologică a făcut progrese suplimentare, a făcut speculații despre modul în care viața ar fi putut evolua pe alte planete în lucrări precum La pluralité des mondes habités (Pluralitatea lumilor locuite) (1862) și Recits de L'Infini (Povești ale infinitului, 1872), tradus în engleză ca Stories of Infinity în 1873. Acestea sunt povestiri scrise înainte ca genul science fiction să-și fi găsit forma.
Mai aproape de epoca modernă este J.-H. Rosny, care a scris povestireaXipehuzii (1887), despre o întâlnire umană cu extratereștrii care se dovedesc a fi o formă de viață minerală cu care este imposibil de comunicat.

### Perioada modernă

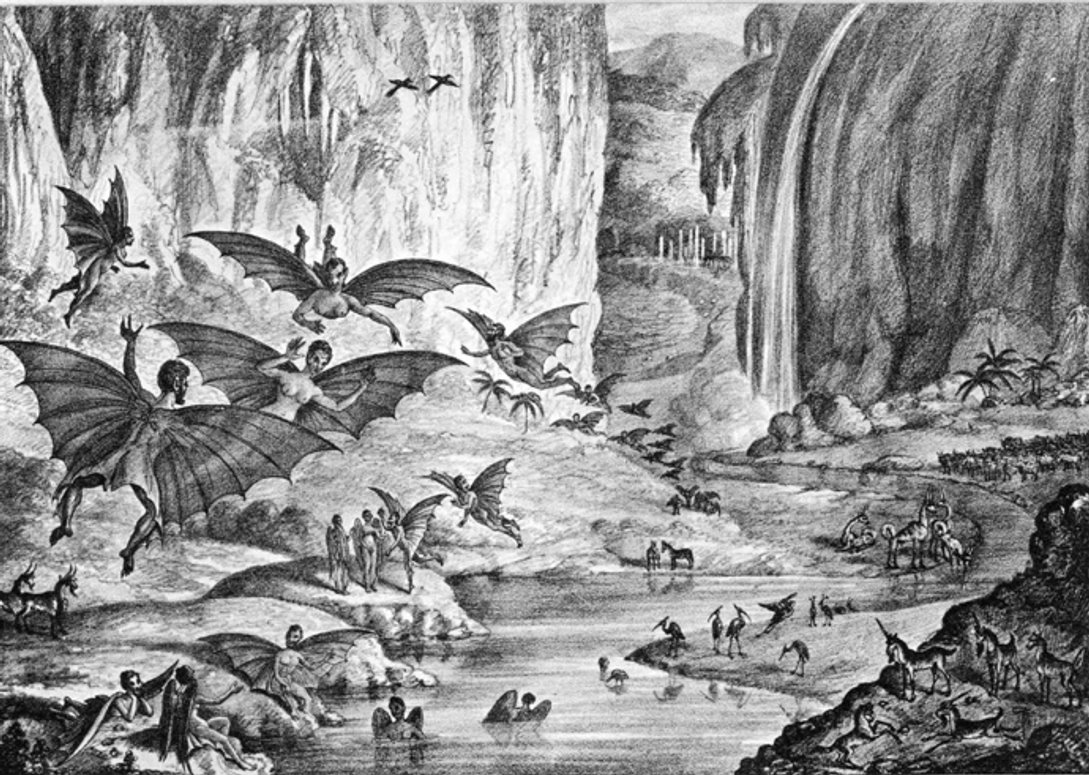
Litografia din Great Moon Hoax

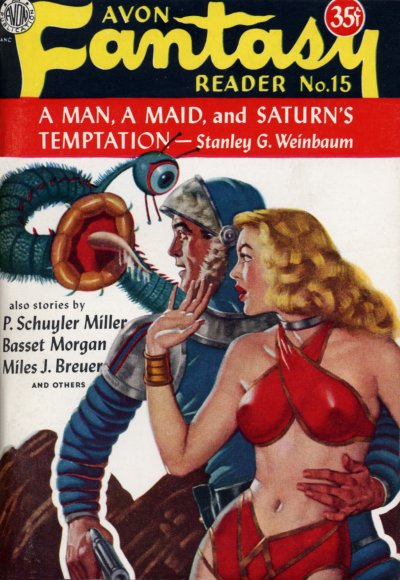
Un monstru cu ochi de insectă, o temă a științifico-fantasticului timpuriu

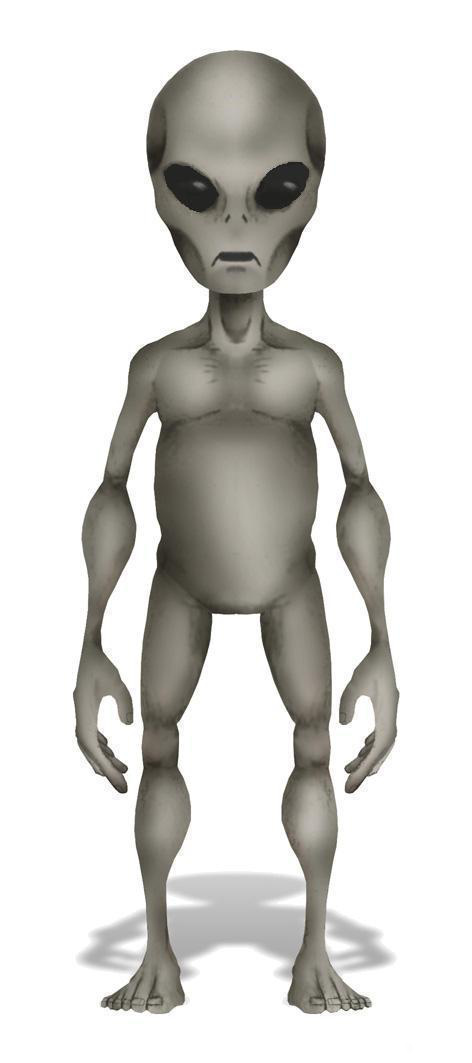
Extraterestru stereotipic din „OZN”-uri

#### Sfârșitul secolului al XIX-lea-începutul secolului al XX-lea
Autori precum H. G. Wells, Olaf Stapledon și Edgar Rice Burroughs au scris atât povești de monitorizare, cât și povești de sărbătoare despre întâlnirea cu extratereștri în ficțiunea și fanteziile lor. Westfahl rezumă: „Pentru a cerceta extratereștrii din științifico-fantastic, aceștia se pot clasifica după fiziologia lor, caracterul și eventualele relații cu umanitatea”:
Lucrările timpurii au postulat că extratereștrii ar fi identici sau asemănători cu oamenii, așa cum sunt descriși marțienii lui Edgar Rice Burroughs (vezi Marte; Prințesa marțiană), cu variații ale culorii pielii, dimensiunea și numărul de brațe... Scriitorii de mai târziu și-au dat seama că astfel de extratereștri umanoizi nu pot apărea prin evoluție paralelă și, prin urmare, fie i-au evitat, fie au introdus explicația raselor antice care au populat cosmosul cu ființe similare (umanoide). Noțiunea apare în Ciclul Hainish de Ursula K. Le Guin (vezi Mâna stângă a întunericului; Deposedații) și a fost introdusă pentru a justifica extratereștrii umanoizi din Star Trek (care chiar se căsătoresc între ei și au copii) (Vezi Star Trek: Generația următoare episodul „Urmărirea” din 1993). O altă idee comună este că extratereștrii seamănă foarte mult cu unele animale. 
Printre numeroșii extratereștri fictivi care seamănă cu animale terestre, Westfahl a enumerat:
- The Lizard-Men of Buh-Lo de Francis Flagg⁠(d) (1930)
- Hawk-Men înaripați din serialul Flash Gordon (1936) și continuările sale
- dușmanii extratereștri asemănători insectelor din Infanteria stelară de Robert A. Heinlein și din Jocul lui Ender de Orson Scott Card
- extratereștrii asemănători pisicilor din filmul Vagabondul (1964) de Fritz Leiber
- „Mog” – „jumătate om, jumătate câine” – din parodia Bilele spațiale (1987)

Westfahl continuă: „Cu toate acestea, [povestirea] Odiseea marțiană (1934) de Stanley G. Weinbaum i-a încurajat pe scriitori să creeze extratereștri cu adevărat neobișnuiți, nu doar oameni sau animale deghizate. Olaf Stapledon a populat, de asemenea, universul cu extratereștri cu totul diferiți, inclusiv stele simțitoare, în Star Maker. Mai târziu, Hal Clement, un scriitor de hard science fiction renumit pentru realizarea unor lumi ciudate, dar plauzibile, a creat și extratereștri bizari în lucrări precum Cycle of Fire (1957).”